# Câmbio manual

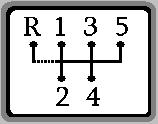
Exemplo de esquema de câmbio de 5 velocidades

O câmbio manual é um sistema de engrenagens e com alavanca que permite ao condutor do automóvel trocá-las manualmente, em oposição ao sistema de câmbio automático, escolhendo a marcha mais apropriada para o deslocamento do veículo. Esse sistema surgiu da necessidade de diferentes faixas de velocidade e potência para diversos sistemas mecânicos. Um desses sistemas, e talvez o mais utilizado, é o Câmbio Manual.
A transmissão manual, conhecida como câmbio manual, é um dispositivo que utiliza engrenagens para permitir ao condutor optar por maior ou menor velocidade e torque em função das condições de carga do veículo e do terreno em que trafega, de modo a obter maior eficiência em relação ao consumo de combustível e tempo de deslocamento. De uma forma simplificada, um câmbio manual é um multiplicado atuante sobre a força e a velocidade do motor.
A quantidade de marchas ou velocidades, teoricamente, é ilimitado, no entanto, na prática, por problemas de espaço e mesmo de complexidade em termos de dirigibilidade, a caixa de velocidades pode possuir 18 ou 36 marchas para veículos pesados como caminhões e veículos fora de estrada. Isso não é uma indicação da potência do motor do veículo, na verdade, podemos dizer que quanto mais torque o motor puder fornecer, menor o número de marchas necessário à realização do trabalho. Portanto, entre veículos destinados a um mesmo tipo de trabalho, o que possuir menor número de marchas é o que terá o motor mais potente.
As condições de dirigibilidade do veículo, velocidade e torque, são definidas através de cálculos de engrenamento baseados no torque máximo do motor, conhecidos como diagrama dente de serra, entre outras técnicas.
A marcha desejada é selecionada através do posicionamento da alavanca de câmbio, que fica no interior da cabine do motorista, podendo ou não ser auxiliada por válvulas ⁣⁣pneumáticas⁣⁣, ou hidráulicas. Essa alavanca permite, através de um mecanismo de seleção e engate, a escolha da marcha apropriada. O engate se dá através da utilização simultânea da alavanca com o acionamento da embreagem, cuja função nesse contexto é interromper o torque proveniente do motor, permitindo ao sistema de engate vencer apenas a inércia gerada pelo disco da embreagem, eixo piloto (eixo de entrada), contra eixo (eixo intermediário) e a engrenagem correspondente à marcha engatada.

## Relação de Engrenagens
Teoricamente, é possível desenhar e projetar o perfil do dente de uma engrenagem de modo que esse possua qualquer forma, desde que o dente da engrenagem conjugada seja projetado de acordo. Dessa forma, a relação pinhão (engrenagem que recebe a energia de rotação do eixo) - coroa (engrenagem que recebe a energia de rotação do pinhão e a transfere para o eixo no qual se encontra) se torna possível. Tal fato faz com que um conjunto de engrenagens possua uma relação de transmissão de energia: a velocidade de rotação do eixo de entrada não será a mesma do eixo de saída, podendo ser maior ou menor, de acordo com o que é desejado.
Em uma caixa de câmbio manual, a relação entre as engrenagens pode ser alterada, com a inserção ou remoção de engrenagens. Essa possibilidade é traduzida nas trocas de marcha, quanto maior for a marcha, mais estágios de redução estão presentes no processo.

## Tipos de Engrenagens
Existem diferentes tipos de engrenagens. Elas se diferenciam de acordo com seu formato tipo de transmissão de movimento. Os principais tipos são as Cônicas, Helicoidais, Hipoides, Cremalheiras, Retas e parafuso de rosca sem fim.

## Mancais
Em uma caixa de câmbio, os eixos são fixados no lugar por meio da utilização de mancais. Tais componentes possibilitam a rotação do eixo, limitando o seu movimento de translação. Dentre os mancais, o tipo mais comum encontrado é o com rolamentos, nos quais a carga de energia é transferida por elementos em contato rolante ao invés de elementos deslizantes. Esse componente (rolamento) faz com que seja possível um movimento relativo entre dois ou mais componentes, no caso de uma caixa de câmbio, entre o eixo e o mancal.